# フェルナンド・ジョレンテ
フェルナンド・ジョレンテ・トーレス（Fernando Llorente Torres, 1985年2月26日 - ）は、スペイン・パンプローナ出身の元サッカー選手。元スペイン代表。ポジションはフォワード。
姓はリョレンテとも表記される。2008年からスペインA代表に選出され、2010 FIFAワールドカップの優勝メンバーである。長身を活かした空中戦での強さが一番の武器ではあるが、足元のテクニックも巧みである。

## クラブ経歴
バスク地方の一角にあるナバラ州のパンプローナ生まれだが、ラ・リオハ州のリンコン・デ・ソトで育った。1996年、11歳の時にアスレティック・ビルバオに入団し、2003-04シーズンはテルセーラ・ディビシオン（4部に相当）のCDバスコニアで33試合に出場して12得点を挙げた。2004-05シーズンはセグンダ・ディビシオンB（3部に相当）のビルバオ・アスレティックに昇格した。。2004-05シーズンの前半戦は16試合に出場して4得点を挙げたため、クラブとの契約を2008年6月まで延長した。
2005年1月16日、RCDエスパニョール戦でトップチームデビューし、その3日後のコパ・デル・レイ・レバンテUD戦ではハットトリックを達成した。コパ・デル・レイ4試合とUEFAカップ・FKアウストリア・ウィーン戦に出場した。2004-05シーズンは背番号32番であったが、2005年夏に背番号9番を譲り受けた。リーグ開幕戦のレアル・ソシエダ戦（バスクダービー）で幸先良く得点を挙げたが、その後はなかなか得点を挙げられず、膝の捻挫や胃腸炎や筋肉の負傷 など様々な怪我にも苦しめられた。2005-06シーズンはリーグ戦で2得点、コパ・デル・レイのCEロスピタレート戦で2得点の計4得点に終わった。
2006年7月13日、クラブとの契約を2011年まで延長し、違約金は3000万ユーロから5000万ユーロの間に引き上げられた。2006-07シーズンはFWアリツ・アドゥリス、FWホセバ・エチェベリア、FWイスマエル・ウルサイスに次ぐ第4フォワードという位置づけだったが、クラブは深刻な得点力不足に悩み、ジョレンテの出場機会が増加した。アウェーでのバレンシアCFでは試合終了間際に引き分けに持ち込む重要な得点を挙げたが、23試合に出場して2得点に終わった。2007年夏のプレシーズンに結果を残したことでファーストチョイスのフォワードに昇格し、2007-08シーズン序盤は不調だったが最終的には初の二桁得点となる11得点を挙げ、チームを順位表の中位に導いた。特にバレンシアCFとの2試合で4得点を挙げて2試合とも劇的な勝利を収め、その他にはFCバルセロナやビジャレアルCF、アトレティコ・マドリードなどの強豪からも得点を挙げている。2008-09シーズンのチームの出だしは控えめだったが、自身はキャリアベストのリーグ戦14得点を挙げ、コパ・デル・レイでは4得点を決めて決勝進出に貢献した。2009-10シーズンも二桁得点を続け、UEFAヨーロッパリーグでは8得点で大会得点王に輝いた。
2012年8月、ジョレンテは2013年6月に切れるクラブとの契約延長を拒否。ユヴェントスやアーセナルが獲得に動いたが、ビルバオは放出を拒否し2012-13シーズンはビルバオに残留が決定した。しかし、アドゥリスに先発の座を奪われベンチに座ることが多くなり、2013年1月ビルバオがユヴェントスとジョレンテのシーズン終了後の移籍の交渉を認めた。

### ユベントス

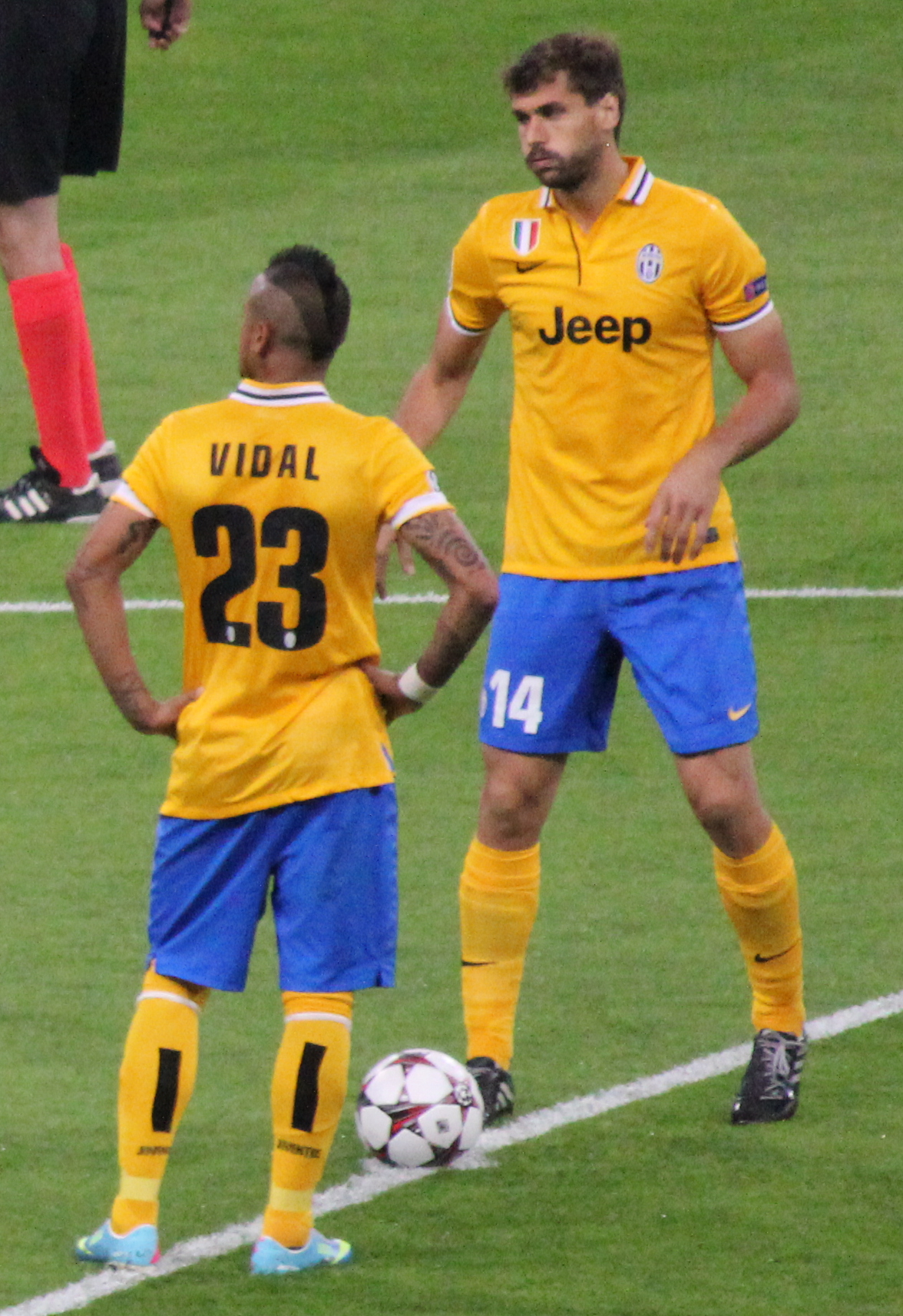
ユベントス時代のジョレンテ

1月24日、シーズン終了後の7月からのユヴェントス移籍が決定。契約は4年間。背番号は14番。加入してから数ヶ月はコンディション不良もあり実力を発揮できなかったが、イタリアの水に馴染むと活躍するようになり、リーグ戦で16ゴールをあげ2013-14シーズンのリーグ優勝に貢献した。
しかし、2014-15シーズンは自身の不調とアルバロ・モラタの台頭により定位置をつかめないことが多かったが、セリエAの優勝、チャンピオンズリーグ決勝の進出に貢献した。

### セビージャ
2015年8月、セビージャFCに移籍が決定。契約は3年間。しかし、23試合に出場して3ゴールと不振に苦しんだが、ヨーロッパリーグ優勝を経験。

### スウォンジー
2016年8月、スウォンジー・シティに移籍が決定。契約は2年間。2016年11月26日のクリスタルパレス戦ではロスタイムに2ゴールを決め、スウォンジーの逆転勝利に貢献。また2017年1月21日のリバプール戦でも2ゴールを決め、チームの勝利に貢献した。2016-17シーズンは最終節のWBA戦でもゴールを決めるなど、15ゴールを決め、チームのプレミアリーグ残留の原動力となった。

### トッテナム
プレミアリーグでの活躍から、ユヴェントス時代の恩師アントニオ・コンテ率いるチェルシーFCなどが獲得に動いたが、2017年8月31日、トッテナム・ホットスパーFCと2019年までの契約を結んだことが発表された。背番号は18番。2017年12月、UEFAチャンピオンズリーググループH、APOELニコシア戦で先発出場を果たすと、先制点を決め、移籍後初ゴールを決めた。1月2日、古巣であるスウォンジー・シティ戦でスパーズ移籍後、リーグ戦では初先発を果たすと、スパーズ移籍後リーグ戦初ゴールを決めた。2月28日FAカップ5回戦、ロッチデール戦では先発出場、ハットトリックの活躍で5回戦突破に貢献した。  
2018-19シーズン、FAカップ3回戦、4部のトレンメア・ローヴァーズFC相手ではあったが、ハットトリックを決め7-0での勝利を引き寄せた。UEFAチャンピオンズリーグ準々決勝、マンチェスター・シティFC戦の2ndレグでは途中出場からゴールを決め、このジョレンテのゴールによりトッテナムは初のチャンピオンズリーグベスト4入りを果たした。UEFAチャンピオンズリーグ準決勝、アヤックスとの2ndレグでは後半から出場すると、ゴールこそ無かったが、ルーカス・モウラのゴールにつながるシュートを放ち、デイリー・ブリントを空中戦で圧倒するなど、逆転での決勝進出の影の立役者となった。

### ナポリ
2019年9月2日、シーズン途中フリーでのSSCナポリへの加入が決定、背番号はカレカらも背負った9番。チャンピオンズリーグ、グループステージ第1戦、昨シーズンチャンピオンズリーグ決勝で敗れたリヴァプールFC相手に途中出場からナポリ移籍後初ゴールを決め、セリエA第4節のレッチェ戦では先発出場からリーグ戦初ゴールを含む2ゴールを決めて勝利をもたらした。

### ウディネーゼ
2021年1月27日、ウディネーゼ・カルチョと1年半契約を結んで加入。しかし僅か14試合で1得点に終わり、同年8月に契約を解除。

### エイバル
2021年10月27日、2021-22シーズン終了までの契約でSDエイバルに加入。公式戦22試合に出場して2ゴールを記録すると、シーズン終了後に契約満了のため退団した。
退団後はどこクラブにも所属していなかったが、2023年2月16日、この年のCLのPSGとバイエルン・ミュンヘンとの試合の解説者として出演。その際に再びピッチに戻りたいか？と問われると、「いや、それはないね。それはもうはっきりとしていることだ。今はパデルをして健康を維持してるよ」と公の場で初めてサッカー選手としてのキャリアを終えたことを公表した。

## 代表経歴

### スペイン代表

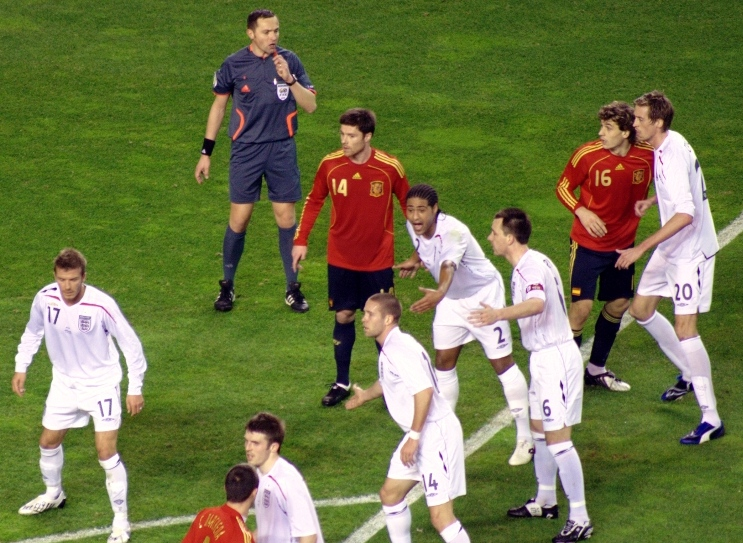
代表初得点を決めた試合のジョレンテ（背番号16）

U-18スペイン代表やU-19スペイン代表としての経験がある。2005年にはU-20スペイン代表としてFIFA U-20ワールドカップに出場し、U-20チリ代表戦で4得点するなど計5得点を決めてシルバーブーツ（得点ランキング2位）を獲得した。
2008年11月14日、スペインA代表のビセンテ・デル・ボスケ監督はジョレンテを初めて招集し、ヴィラ＝レアルで行われたチリとの親善試合の72分から出場してデビューを飾った。2009年2月11日のイングランドとの親善試合で64分に代表初得点を決めた。2008-09シーズンはクラブで好調を維持し、FIFAコンフェデレーションズカップ2009のメンバーに選ばれると、ホスト国の南アフリカ戦でゴールを決めた。2010 FIFAワールドカップ本大会に出場するメンバーには選ばれ、決勝トーナメント1回戦のポルトガル戦に出場、優勝を経験した。
2010年10月8日、フェルナンド・トーレスの負傷のためにUEFA EURO 2012予選・リトアニア戦に先発出場し、持ち味である力強いヘディングで2得点を決めた。その4日後にハンプデン・パークで行われたスコットランド戦は途中出場から決勝点を挙げた。
2014年ワールドカップでは本大会の代表候補に名を連ねたが、最終メンバーからは落選した。

### バスク代表
ジョレンテはバスク代表にも何度か招集されており、2006年にカンプ・ノウで行われたカタルーニャ代表との親善試合で1得点を決めている。

## エピソード
2015年には新婚旅行で日本を訪れ、京都や姫路、白川郷などを訪れた。

## 個人成績

### クラブでの成績
| クラブ                   | リーグ         | シーズン       | リーグ戦 | リーグ戦 | カップ戦 | カップ戦 | リーグ杯 | リーグ杯 | UEFA | UEFA | その他 | その他 | 合計 | 合計 |
| クラブ                   | リーグ         | シーズン       | 出場     | 得点     | 出場     | 得点     | 出場     | 得点     | 出場 | 得点 | 出場   | 得点   | 出場 | 得点 |
| ------------------------ | -------------- | -------------- | -------- | -------- | -------- | -------- | -------- | -------- | ---- | ---- | ------ | ------ | ---- | ---- |
| バスコニア               | テルセーラ     | 2003-04        | 33       | 12       | -        | -        | -        | -        | -    | -    | -      | -      | 33   | 12   |
| バスコニア               | クラブ通算     | クラブ通算     | 33       | 12       | -        | -        | -        | -        | -    | -    | -      | -      | 33   | 12   |
| ビルバオ・アスレティック | セグンダB      | 2004-05        | 16       | 4        | -        | -        | -        | -        | -    | -    | -      | -      | 16   | 4    |
| ビルバオ・アスレティック | クラブ通算     | クラブ通算     | 16       | 4        | -        | -        | -        | -        | -    | -    | -      | -      | 16   | 4    |
| アスレティック・ビルバオ | リーガBBVA     | 2004-05        | 15       | 3        | 3        | 3        | -        | -        | 1    | 0    | -      | -      | 19   | 6    |
| アスレティック・ビルバオ | リーガBBVA     | 2005-06        | 22       | 2        | 3        | 2        | -        | -        | -    | -    | -      | -      | 25   | 4    |
| アスレティック・ビルバオ | リーガBBVA     | 2006-07        | 23       | 2        | 1        | 0        | -        | -        | -    | -    | -      | -      | 24   | 2    |
| アスレティック・ビルバオ | リーガBBVA     | 2007-08        | 35       | 11       | 5        | 1        | -        | -        | -    | -    | -      | -      | 40   | 12   |
| アスレティック・ビルバオ | リーガBBVA     | 2008-09        | 34       | 13       | 9        | 4        | -        | -        | -    | -    | -      | -      | 43   | 17   |
| アスレティック・ビルバオ | リーガBBVA     | 2009-10        | 37       | 14       | 2        | 0        | -        | -        | 11   | 8    | 1      | 0      | 51   | 22   |
| アスレティック・ビルバオ | リーガBBVA     | 2010-11        | 38       | 18       | 3        | 1        | -        | -        | -    | -    | -      | -      | 41   | 19   |
| アスレティック・ビルバオ | リーガBBVA     | 2011-12        | 32       | 17       | 6        | 5        | -        | -        | 15   | 7    | -      | -      | 53   | 29   |
| アスレティック・ビルバオ | リーガBBVA     | 2012-13        | 26       | 4        | 2        | 0        | -        | -        | 8    | 1    | -      | -      | 36   | 5    |
| アスレティック・ビルバオ | クラブ通算     | クラブ通算     | 262      | 84       | 34       | 16       | -        | -        | 35   | 16   | 1      | 0      | 332  | 116  |
| ユヴェントス             | セリエA        | 2013-14        | 34       | 16       | 1        | 0        | -        | -        | 10   | 2    | 0      | 0      | 45   | 18   |
| ユヴェントス             | セリエA        | 2014-15        | 31       | 7        | 4        | 1        | -        | -        | 9    | 1    | 1      | 0      | 45   | 9    |
| ユヴェントス             | セリエA        | 2015-16        | 1        | 0        | 0        | 0        | -        | -        | -    | -    | 1      | 0      | 2    | 0    |
| ユヴェントス             | クラブ通算     | クラブ通算     | 66       | 23       | 5        | 1        | -        | -        | 19   | 3    | 2      | 0      | 92   | 27   |
| セビージャ               | ラ・リーガ     | 2015-16        | 23       | 4        | 6        | 0        | -        | -        | 7    | 3    | -      | -      | 36   | 7    |
| セビージャ               | クラブ通算     | クラブ通算     | 23       | 4        | 6        | 0        | -        | -        | 7    | 3    | -      | -      | 36   | 7    |
| スウォンジー             | プレミアリーグ | 2016-17        | 33       | 15       | 1        | 0        | 1        | 0        | -    | -    | -      | -      | 35   | 15   |
| スウォンジー             | クラブ通算     | クラブ通算     | 33       | 15       | 1        | 0        | 1        | 0        | -    | -    | -      | -      | 35   | 15   |
| トッテナム               | プレミアリーグ | 2017-18        | 16       | 1        | 6        | 3        | 2        | 0        | 7    | 1    | -      | -      | 31   | 5    |
| トッテナム               | プレミアリーグ | 2018-19        | 20       | 1        | 2        | 3        | 4        | 2        | 9    | 2    | -      | -      | 35   | 8    |
| トッテナム               | クラブ通算     | クラブ通算     | 36       | 2        | 8        | 6        | 6        | 2        | 16   | 3    | -      | -      | 66   | 13   |
| ナポリ                   | セリエA        | 2019-20        | 17       | 3        | 1        | 0        | -        | -        | 6    | 1    | -      | -      | 24   | 4    |
| ナポリ                   | セリエA        | 2020-21        | 3        | 0        | 1        | 0        | -        | -        | 0    | 0    | 1      | 0      | 5    | 0    |
| ナポリ                   | クラブ通算     | クラブ通算     | 20       | 3        | 2        | 0        | -        | -        | 6    | 1    | 1      | 0      | 29   | 4    |
| ウディネーゼ             | セリエA        | 2020-21        | 14       | 1        | -        | -        | -        | -        | -    | -    | -      | -      | 14   | 1    |
| ウディネーゼ             | クラブ通算     | クラブ通算     | 14       | 1        | -        | -        | -        | -        | -    | -    | -      | -      | 14   | 1    |
| エイバル                 | ラ・リーガ2部  | 2021-22        | 19       | 2        | 2        | 0        | -        | -        | -    | -    | 1      | 0      | 22   | 2    |
| エイバル                 | クラブ通算     | クラブ通算     | 19       | 2        | 2        | 0        | -        | -        | -    | -    | 1      | 0      | 22   | 2    |
| キャリア総通算           | キャリア総通算 | キャリア総通算 | 522      | 150      | 58       | 23       | 7        | 2        | 83   | 26   | 5      | 0      | 675  | 201  |

1. ↑  スーペルコパ・デ・エスパーニャ
2. 1 2 3  スーペルコッパ・イタリアーナ
3. ↑  昇格プレーオフ

## 代表歴

### 出場大会
- スペイン代表
  - 2010 FIFAワールドカップ

### 試合数
- 国際Aマッチ 24試合 7得点（2008年-2013年）[57]

| スペイン代表 | 国際Aマッチ | 国際Aマッチ |
| 年           | 出場        | 得点        |
| ------------ | ----------- | ----------- |
| 2008         | 1           | 0           |
| 2009         | 4           | 2           |
| 2010         | 8           | 5           |
| 2011         | 6           | 0           |
| 2012         | 2           | 0           |
| 2013         | 3           | 0           |
| 通算         | 24          | 7           |

### 得点
| #  | 開催日         | 開催地                                 | 対戦国           | スコア | 結果 | 試合概要         |
| -- | -------------- | -------------------------------------- | ---------------- | ------ | ---- | ---------------- |
| 1. | 2009年2月11日  | スペイン・セビージャ                   | イングランド     | 2–0    | 2–0  | 親善試合         |
| 2. | 2009年6月20日  | 南アフリカ共和国・ブルームフォンテーン | 南アフリカ共和国 | 2–0    | 2–0  | コンフェデ杯2009 |
| 3. | 2010年5月29日  | オーストリア・インスブルック           | サウジアラビア   | 3–2    | 3-2  | 親善試合         |
| 4. | 2010年9月7日   | アルゼンチン・ブエノスアイレス         | アルゼンチン     | 1–3    | 1-4  | 親善試合         |
| 5. | 2010年10月18日 | スペイン・サラマンカ                   | リトアニア       | 1–0    | 3–1  | EURO 2012予選    |
| 6. | 2010年10月18日 | スペイン・サラマンカ                   | リトアニア       | 2–1    | 3–1  | EURO 2012予選    |
| 7. | 2010年10月12日 | スコットランド・グラスゴー             | スコットランド   | 3–2    | 3–2  | EURO 2012予選    |

## タイトル

### クラブ
ユヴェントスFC
- セリエA 2013-14, 2014-15
- コッパ・イタリア 2014-15
- スーペルコッパ・イタリアーナ 2013, 2015

セビージャFC
- UEFAヨーロッパリーグ 2015-16

ナポリ
- コッパ・イタリア　2019-20

### 代表
U-17スペイン代表
- メリディアンカップ 2003

スペインA代表
- FIFAワールドカップ 2010
- UEFA欧州選手権 2012

### 個人
- FIFA U-20ワールドカップ 2005 - シルバーブーツ賞